# Hermya formosana
Hermya formosana är en tvåvingeart som beskrevs av Villeneuve 1939. Hermya formosana ingår i släktet Hermya och familjen parasitflugor.
Artens utbredningsområde är Taiwan. Inga underarter finns listade i Catalogue of Life.